# Antonia Lerch
Brigitte Antonia Lerch, auch Brigitte Toni Lerch (* 1. Mai 1949 in Mainz) ist eine deutsche Filmregisseurin, Drehbuchautorin und Filmeditorin.

## Leben und Werk
Antonia Lerch studierte von 1967 bis 1971 an der Kunsthochschule Mainz, von 1971 bis 1974 Grafikdesign in Düsseldorf und Frankfurt am Main und von 1974 bis 1978 Theaterwissenschaften und Publizistik an der Freien Universität Berlin. „Sie arbeitete als Schauspielerin, bevor sie Mitte der 70er Jahre mit dem Filmen begann. Ihre Themen entdeckt sie in Berlin, vor allem in der nächtlichen Großstadt“.
1996 drehte Lerch den Film Nach der Hochzeit. Antonia Lerch, Charles Burnett, Harun Farocki, Raoul Peck, Abderrahmane Sissako und Alexander Nikolajewitsch Sokurow wurden gebeten, jeweils einen Film in Koproduktion mit der documenta X zu drehen. Antonia Lerch präsentierte 1997 den Film Die letzte Runde.